# Döbörhegy
Döbörhegy ist eine ungarische Gemeinde im Kreis Körmend im Komitat Vas.

## Geografische Lage
Döbörhegy liegt 27 Kilometer südöstlich des Komitatssitzes Szombathely und 8 Kilometer südöstlich der Kreisstadt Körmend, an dem Fluss Bogrács-patak. Nachbargemeinden sind Szarvaskend im Westen, Döröske im Norden und Gersekarát im Osten.

## Geschichte
Die erste urkundliche Erwähnung des Ortes stammt aus dem Jahr 1538. Im Jahr 1913 gab es in der damaligen Kleingemeinde 83 Häuser und 545 Einwohner auf einer Fläche von 2060 Katastraljochen. Sie gehörte zu dieser Zeit zum Bezirk Körmend im Komitat Vas.

## Sehenswürdigkeiten
- Heimatkundliche Sammlung
- Pietà, erschaffen von József Hudetz
- Römisch-katholische Kirche Magyarok Nagyasszonya és Magyar Szentek
- Statue Patrona Hungariae, erschaffen 1916 von József Hudetz

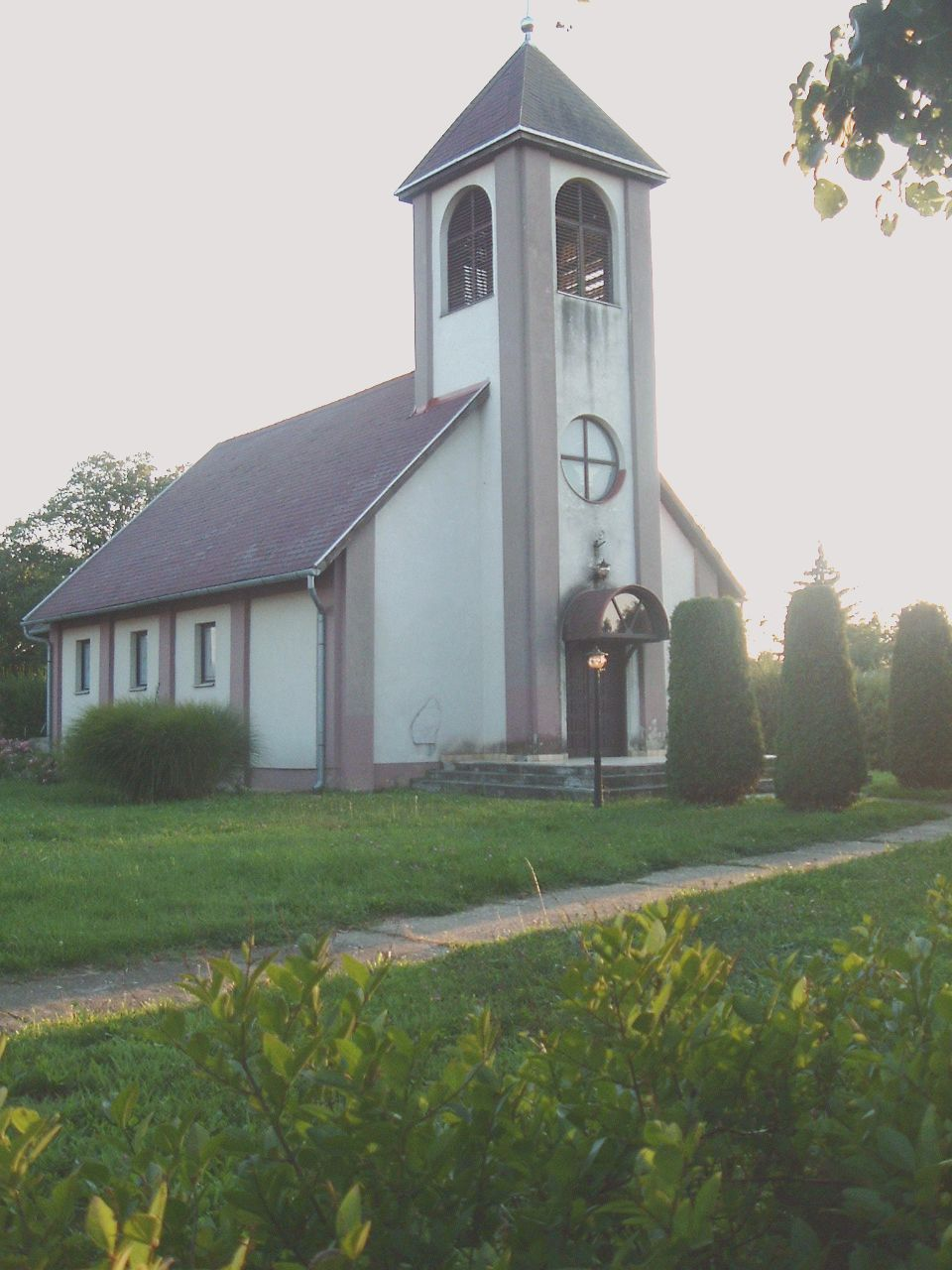
Römisch-katholische Kirche Magyarok Nagyasszonya és Magyar Szentek

## Verkehr
Döbörhegy ist nur über die Nebenstraße Nr. 74163 zu erreichen. Es bestehen Busverbindungen nach Döröske sowie über Szarvaskend, Nagymizdó und Katafa nach Körmend, wo sich der nächstgelegene Bahnhof befindet.